# Саймон Себаг Монтефіоре
Саймон Джонатан Себаг Монтефіоре (англ. Simon Jonathan Sebag Montefiore; нар. 27 червня 1965) — британський історик, телеведучий і автор популярних історичних книг і романів, зокрема "Сталін: суд червоного царя " (2003), «Монстри: найзлісніші чоловіки та жінки в історії» (2008), «Єрусалим: біографія» (2011), «Романови 1613—1918» (2016) тощо.

## Життєпис
Саймон Себаг Монтефіоре є нащадком Джозефа Себаг-Монтефіоре та Мозеса Монтефіоре, впливових єврейських політиків Англії. Він вивчав історію в Коледжі Гонвіля та Каюса в Кембриджі та здійснив кілька тривалих подорожей до колишнього Радянського Союзу, зокрема Кавказу, України та Центральної Азії.
Він написав біографію Григорія Потьомкіна (сподвижника Катерини II) і велику двотомну біографію радянського диктатора Йосипа Сталіна, яка була перекладена кількома мовами.
Монтефіоре бачить паралель між Володимиром Путіним і російськими царями, а саме великий страх бути скинутим і «повну віру в себе, що він один може врятувати Росію». Путін переконаний, що для цього «порятунку» потрібна «ортодоксальна віра націоналістичного самодержавства», яку Путін розширив би. Монтефіоре прокоментував симпатії Дональда Трампа до Путіна, які він вважав тимчасовими у виборчій кампанії 2016 року: «Трамп […] не має уявлення про російське правління».